# جيمس ويليام مور
جيمس ويليام مور (بالإنجليزية: James William Moore)‏ هو قاضي ومحامي وسياسي أمريكي، ولد في 12 فبراير 1818 في مقاطعة مونتغومري في الولايات المتحدة، وتوفي في 17 سبتمبر 1877.